# トマス・レイ・ハマー
トーマス・レイ・ハマー（英語: Thomas Ray Hamer, 1864年5月4日 - 1950年12月22日）は、アメリカ合衆国イリノイ州出身の政治家。所属政党は共和党。連邦下院議員(ID-AL)、アイダホ州下院議員を務めた。

## 経歴
ハマーは1864年5月4日、イリノイ州フルトン郡バーモントに生まれた。ヘディング・カレッジ、インディアナ大学ブルーミントン校(現インディアナ大学ブルーミントン校ロー・スクール)に通った後、弁護士資格を取得。1893年にアイダホ州セントアンソニーで弁護士活動を開始した。1896年に州下院議員。1898年にアイダホ州志願歩兵第1連隊に入隊し、米比戦争に参加した。1908年にアイダホ州全州選挙区から連邦下院議員選挙に立候補し当選を果たした。1910年選挙で落選し、弁護士活動を再開した。1950年12月22日、アリゾナ州フェニックスで亡くなり、グリーンウッド記念公園に埋葬された。

## 親族
- おじ：トマス・L・ハマー（英語版）- 連邦下院議員(OH-5)、オハイオ州下院議員[2]。

## エポニム
- ハマー（英語版）：アイダホ州ジェファーソン郡の市[3]。人口48人(2010年)